# وانق عليا
وانق عليا هي قرية في مقاطعة سراب، إيران. عدد سكان هذه القرية هو 103 في سنة 2006.